# 坂田三吉
- 坂田三𠮷
- 阪田三𠮷

坂田 三𠮷または阪田 三𠮷（さかた さんきち、1870年7月1日〈明治3年6月3日〉 - 1946年〈昭和21年〉7月23日）は、明治から昭和初期の将棋棋士。贈名人・贈王将。小林東伯斎八段門下、もしくは小野五平十二世名人門下。大阪府堺市出身。姓については「坂田」と「阪田」の表記があり、一定しない（後述、読みは同じ）。なお「吉」の正確な表記は「𠮷」。

## 生涯
堺県大鳥郡舳松村（現・大阪府堺市堺区協和町）で出生。生業の草履表づくりを手伝いながら、将棋を覚える。
1886年（明治19年）ごろ、日本橋の履き物問屋に丁稚奉公し、町角の縁台将棋によく顔を出し大人を負かせるなど早熟の天才振りを見せていた。だが、将棋に夢中になるあまり背負っていた奉公先の子供を負傷させ、暇を出されたといわれている。その後は実家に帰り家業を手伝いながら10代のうちに賭け将棋で腕を磨き、アマチュアの将棋指しとして大阪で有名になる。
1891年（明治24年）頃、関根金次郎（のちの十三世名人、当時三段または四段）と堺の料亭一力で初対決し、惨敗。このことで坂田はプロの道を決意したとされる。なお、初手合わせは1892年（明治25年）・1893年（明治26年）・1895年（明治28年）という説、1894年（明治27年）頃という説もある。また、この対局は両者とも賭け将棋を否定しているが、賭け将棋であるとの意見もある。
また、これまで独学で将棋を学んでいた坂田は、関根を通じて初めて師と呼べる人物に出会う。関根が当時「大阪名人（関西名人）」と呼ばれていた小林東伯斎（天野宗歩四天王の一人）に会った際に坂田との棋譜を見せたところ、小林は坂田の素質に驚き、自分に紹介するよう関根に頼んだ。関根の仲介で坂田と会った小林は、坂田の才能を褒め、さらに上達するための助言として大駒の使い方などを教えた。坂田は小林との出会いが大変励みになったと懐述しており、これをもって小林門下とすることもある。
1903年（明治36年）、四段格の坂田は、七段の関根と「香香角」の手合いで対戦する。香落ちの棋譜は残っており坂田の一勝一敗となっている。坂田の語りを収録した著書『将棋哲学』では、「若いころで自分が四段か四段半のころ、七段の関根さんとの対局で千日手になり、自分（坂田）が攻め方だったため、関根から、関根側の勝ちと言われて、勝負を打ち切られた。天下の七段の関根が、自称四段・四段半の素人の自分に対して、男らしくない」「この敗戦の悔しさから、家内に、今日から本当の将棋指しになると宣言した」とある。この「千日手の攻め方打開のルールを知らずに敗れた」のは、棋譜が残っていない、関根角落ちの一番という説もある。
1906年（明治39年）4月22日、「五段半」の坂田は、八段の関根と大阪阿弥陀池和光寺境内の藤の茶屋で対局（関根の香落ち）をする。双方互角の勝負であったが、終盤坂田が千日手の当時のルール（攻め方による打開が必要）を知らず、無理に打開してペースが狂い惜敗したとされるが、上記の坂田著書『将棋哲学』の「四段のころに、千日手のルールをしらず、ルール違反で強制的に負けにさせられたことがある」という記述と一致しない。そのため、坂田が「坂田が千日手のルールを知らない」エピソードがあったのは、1903年（明治36年）の関根が角または香を落とした一番だという説もある）。坂田にとって「私を本物の将棋指しにしてくれた」一戦であった。以後、坂田は打倒関根を目標として貧困などの危機を乗り越えていく。北条秀司原作による戯曲『王将』では、この年（1906年・明治39年）に関根と初対戦したことになっており、千日手のため、審判の判定で坂田が反則負けにされたと描かれている。
1907年（明治40年）当時の三人の八段である関根金次郎・井上義雄・小菅剣之助の平手対局が神戸新聞により企画され、「六段」の坂田は神戸で小菅剣之助と対戦（小菅の香落ち）して勝つ。この頃には坂田の才能を見出す後援者にも恵まれ、1908年（明治41年）大阪朝日新聞嘱託となる。こうして生活も少しずつ安定し同時に技術人格ともに成長していく。同1908年には、関根と「香角香」の手合で対戦する。
1910年（明治43年）7月、坂田を盟主とする関西将棋研究会が発足する。同時期に後援者の協力を得て七段への昇段を宣言する。もっともこれは自称であり、大阪朝日新聞紙上で「自分は七段の実力があるから自分で七段を認定する」と突如発表したものだった。坂田は「自分で実力があると信じて名乗りをあげたのだから、もし異存があればいつ何時でも手合せに応ずる」と述べ、昇段に異議を唱えて挑戦してきた棋士を全て駒落ちで破っている。
1913年（大正2年）4月に初の東京行きを果たす。4月6日・7日に東京・築地倶楽部において催された歓迎対局で関根八段と対局（関根の香落ち）して勝利をする。この対局において坂田は『銀が泣いている』という言葉を残したとされる（泣き銀の一局）。正式に七段として認められたのはこの時ともされている。4月9日には関根の弟子の土居市太郎（当時は六段）と平手で対局して敗れたものの、7月14日には大阪を訪れた関根と大阪朝日の主催で平手で対戦し、袖飛車を用いて勝つ。
1914年（大正3年）、大阪に出てきた関根と対戦し敗れる。
1915年（大正4年）、小野五平名人により八段昇段を許された。これ以降、坂田は小野門下を自称するようになった。同年に関根と並ぶ東の実力者である井上義雄八段と対戦して勝つ。「泣き銀の一局」は一説にはこの対局のことであるともいう。
1917年（大正6年）に八段となり、柳沢保恵伯爵の後援の下で翌年にかけて関根と平手で6局の対局をし4勝2敗と勝ち越す。だが、関根の一番弟子の土居市太郎（七段）には敗れており、土居の八段昇段を許すこととなる。
1918年（大正7年）に行われた対局が、生涯のライバル関根金次郎との最後の対局となったとされ、記録に残る平手に限った対戦成績では坂田の5勝4敗（関根の4勝5敗）で坂田の勝ち越しで終わった。
1919年（大正8年）5月11日、木見金治郎の七段披露の席で大阪を訪れた土居と対戦し、阪田流向かい飛車を使用して勝利する。この対局は坂田が途中で角損をしており、「角損の一局」とも呼ばれる。
1920年（大正9年）、小野名人の90歳祝賀将棋大会で上京した際の、大崎熊雄七段との香落ち戦は、坂田の奇手「角頭歩突き」で有名な対局だが、この対局には敗れている。同時期の東京での金易二郎七段との香落ち戦での、坂田が不利な局面で打った七一角は、夢でみた「天から降った角」と自身で語っており、「夢の名角」と呼ばれている。
1921年（大正10年）5月、小野名人の死去を受け、関根が「十三世名人」を襲位した。この時点では坂田も関根の名人襲位には賛成していたとされる。
この頃、坂田は眼病を患い、一時は失明の危機に陥る。
1925年（大正14年）3月、京阪神の財界有力者八十余名の主唱者により名人に推薦され、柳沢伯爵の賛同も得て「名人」を名乗る（なお、坂田が称したのは「名人」であるが、東京の名人と区別するために、現在では「関西名人」、「大阪名人」などと表記する者もいる）。この背景には、1924年（大正13年）の東京棋界再編で「東京将棋連盟」の結成に貢献した木見金治郎、大崎熊雄、金易二郎、花田長太郎が褒賞として昇段し、それまで専業プロ棋士では坂田三吉、土居市太郎のみだった「八段」の棋士が一挙に増えたことに対する不満があったとされる。このことは東京将棋連盟から名人僭称とみなされ、連盟を追放される原因となった。
報酬をめぐって大阪朝日との関係がこじれ、1933年（昭和8年）、嘱託の座を神田辰之助に奪われることになると、後援者の多くも神田を支持するようになり、坂田はますます孤立を深めた。この時期に星田啓三を内弟子に迎えている。
1935年（昭和10年）からの神田事件による将棋界の分裂が1936年（昭和12年）6月29日に収束後、従来より東京よりであった木見派のみならず神田派も将棋大成会（現日本将棋連盟）に参加するようになり、坂田は将棋界で完全に孤立した。
坂田は復帰を目指し、1937年（昭和12年）2月、関根門下で元会長の金易二郎の仲介により、坂田の将棋大成会（現日本将棋連盟）への参加が認められた。これにより分裂していた将棋界は再統一された。同2月に京都の南禅寺で木村義雄八段と対局（「#南禅寺の決戦」、後述）、3月には天龍寺で花田長太郎八段と対局。いずれも「後手番、初手端歩突き」の奇策を取るが、連敗した。
翌年からも八段格として第2期名人戦挑戦者決定リーグ（八段リーグ、1938-1940年）に参加し、68歳～70歳という晩年の時期でありながらも若手に混ざって7勝8敗の成績をあげたが、それを最後に名人戦に参加せずに引退。
引退後は大阪市東住吉区田辺の自宅にこもり、文字通りの隠遁生活であった。窮乏を知った木村より顧問の就任を打診されたが「いまさら木村が、なにいいまんね」と拒絶したという。家族によると、将棋を指すのが会社やクラブへの稽古将棋程度になってしまい、「本当の将棋が指したい」と折りたたみの将棋盤でひとり将棋をしていたという。
終戦直後、1946年（昭和21年）7月23日、大阪市東住吉区の自宅で死去。食当たりでの急死であったという（少し傷んでいた鯨肉を、家族の知らぬ間に食べてしまったのが原因といわれている）。坂田の死亡を報じる新聞記事はたった10行のベタ記事で写真もなく、おまけに死亡日が3日も異なっていたという。しかし没後まもなく製作された新国劇の演劇作品・北条秀司脚本『王将』が好評を得たため、坂田の名は将棋指しとして不朽なものとなった。

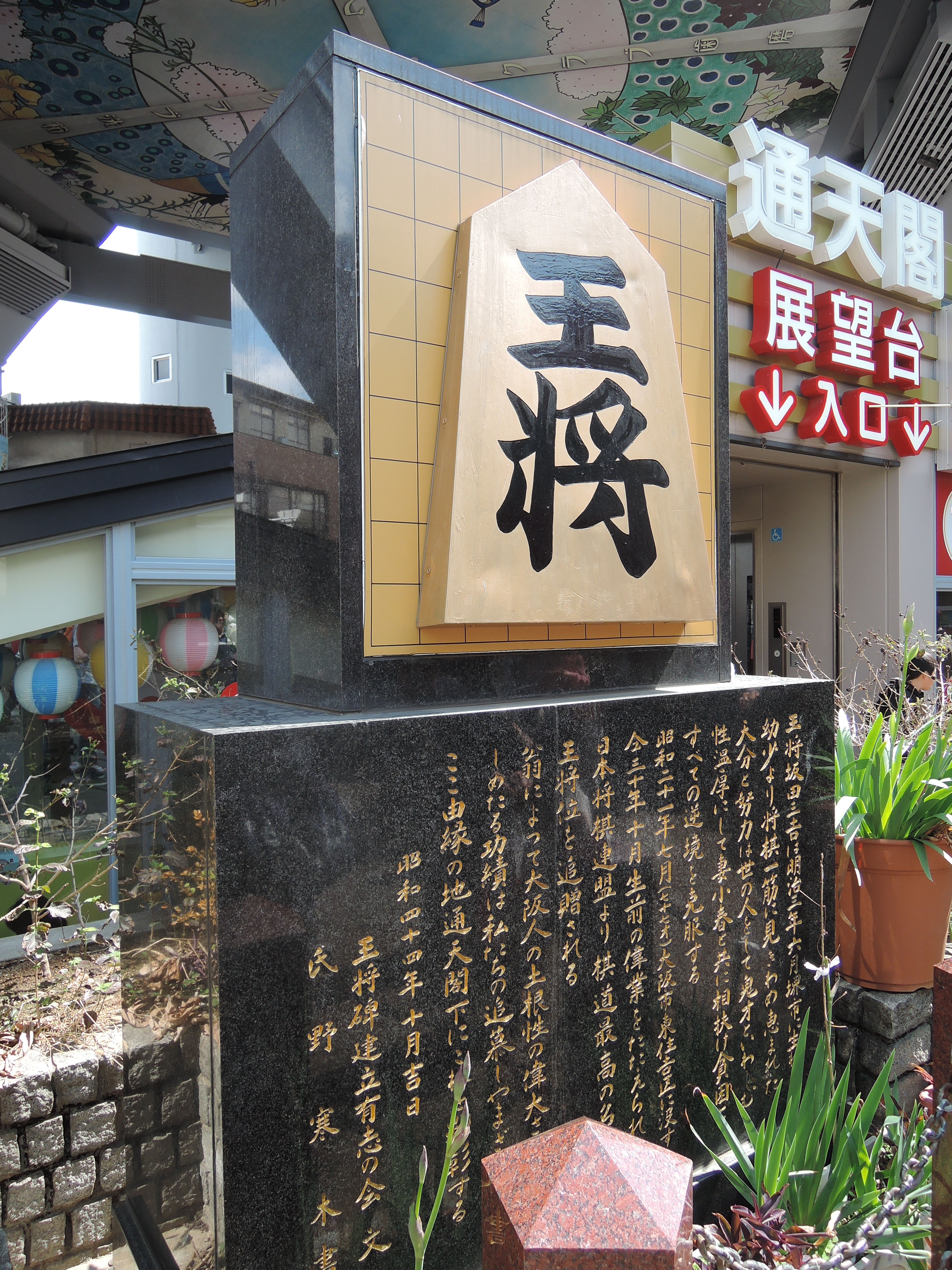
通天閣に建立された王将碑

1947年の戯曲『王将』と、それを原作とする映画『王将』が大ヒットとなり、死去から9年後の1955年（昭和30年）10月1日付で、日本将棋連盟は名人位と王将位を追贈。「贈名人」は伊藤看寿に続き二人目、「贈王将」は坂田が史上唯一。また、坂田に与えられた「王将位」のもととなる「王将戦」という棋戦名について、倉島竹二郎は、そもそも、坂田を主人公とした戯曲「王将」に由来していると推測している。
また、1969年（昭和44年）、新世界町会連合会によって大阪市浪速区の新世界の通天閣下に「王将」の碑が建立された。また生家跡にも1989年（平成元年）11月、「王将阪田三吉顕彰碑」が堺市によって建立された。墓は大阪府豊中市の服部霊園。これは、坂田のファンであった高橋龍太郎の寄附によって1954年（昭和31年）に日本将棋連盟が建立した墓であり、除幕式には土居市太郎、木村義雄、升田幸三、大山康晴ら40名以上の棋士が集まった。しかし、坂田三吉墓は清水次郎長の墓と同じ様に扱われてか、将棋の駒型の墓石を金槌で打ち欠き、その破片を勝守りとする人が絶えず、墓石が損傷している。
1988年（昭和63年）から、出身地の堺市で「阪田三吉名人杯将棋大会」（アマチュア棋戦）が開かれている。

## 人物
勉学を好まず、早期に学校を辞めたことにより、生涯を通じて読み書きができなかった。将棋を親しく教わった升田幸三は、生涯覚えた漢字は「三」「吉」「馬」の三字だったと証言している。坂田の代筆をしていた書道家の北野千里は、この他に「坂」の字も書けたと証言している。現在、日本将棋連盟から販売されている扇子にはこの「馬」の字が使用されており、他の棋士の扇子よりも値段が高く、今なお将棋ファンに根強い人気がある。
北条秀司原作による『王将』というタイトルの戯曲（三部構成）や映画、さらに歌のモデルになった。坂田は生前「わしが死んだらきっと芝居や活動写真にしよりまっせ」と言っていた。しかし、映画などでの坂田像は多分に誇張されたものであり、真実の坂田とはへだたりがあるという、坂田と実際に会った棋士たちの複数の証言がある。
坂田は映画では無法者であるかのように描かれているが、実際には極めて礼儀正しい人物であり（ただし、実際に会った棋士たちも坂田の晩年に近いときに会った話であり、若いころから礼儀正しかったかどうかはわからない）、文字は知らなかったが江戸時代の古い将棋を相当よく知っていた（なお、戯曲版では、坂田の過剰な礼儀正しさは、喜劇的な調子でまで相当に描かれている。）。坂田将棋も完全な独学ではなく、坂田以前に大阪名人といわれた小林東伯斎からアドバイスを受けたことがあった。
有名な阪田流向かい飛車も江戸時代の定跡を元にしたものである。僧侶などの知識人の話を聞くなどの耳学問で一般常識などは身に付いていた。ただ、文字を知らないための奇行があったことは、実際に親しく将棋を教えられた升田幸三も認めており、食堂のメニューが読めなかったり、坂田の記録係だった大山康晴が、算用数字で考慮時間を記録していたのを見た坂田は「英語で記録しているのか」と聞いたりしたという。また坂田自身は字が書けないことを気にしておらず、頭を指さして「ここに将棋が一杯入ってまんねん。」とおどけた。
坂田夫婦が鳥辺山の日蓮宗系の「みょうけんさん」（妙見堂）の熱心な信者だという、映画版でも描かれている有名なエピソードも、戯曲作者の北条秀司が追加設定したフィクションであった。なお、実際の坂田夫婦は、三吉の眼病快癒のため、京都の柳谷観音を信心していた。
なお、戯曲作者の北条秀司は、戯曲『王将』第一作の執筆前に、坂田の遺族（次女夫婦）に取材を申し込んだが、拒否されたとしている。また、戯曲を盛り上げるために意識的にフィクションを盛り込んだのだが、作品の大ヒットにより、戯曲の描写が「坂田三吉の人生そのまま」と受け取られることに困惑していた。また坂田の家族の反応としては、戯曲第一作の上演の際、坂田の息子や次女は、好意的な反応をしたという記録がある。
その一方、戯曲第一作（および映画第一作）の大ヒットを受け、坂田の関西名人在位期を描く続編（『続王将』）の執筆のため北条が再度取材しようとした際に、「父をこれ以上、阿呆よばわりされたくない」（特に伊藤大輔監督、阪東妻三郎主演の映画版・第一作の『王将』への反感があった）という坂田次女の意向により箝口令が敷かれ、北条は関係者への取材を拒否されたという。
人気少女漫画『ガラスの仮面』の主人公・北島マヤのモデルは『王将』の坂田である。

## 後継者たち
日本将棋連盟の物故棋士としては紹介されていないものの、日本将棋連盟公式サイトの棋士系統図においては祖の一人となっている。
弟子には、棋士系統図でも記載のされている藤内金吾、星田啓三のほか、高浜禎がいる。また、神田辰之助は長く坂田の下で将棋を教わっていた。
その他、ライバルの木見門下である升田幸三の才能を坂田は特に評価していた。坂田は升田が将棋を教えている社交クラブへ出向いて色々なアドバイスをし、「木村（義雄）を負かすのはあんたや、あんたのほかにおらへん」と激励したという。
坂田が得意とした振り飛車戦法は、木見門下である大野源一が改良を加えて引き継いでいる。坂田が創始者とされる戦法に阪田流向かい飛車・袖飛車があり、特に袖飛車では花田長太郎が対抗する定跡を作り上げるまでは当時不敗を誇ったと観戦記者の天狗太郎は記している。
坂田の一番弟子の藤内金吾（1893年-1968年）は弟子を多く育て、高島一岐代、内藤國雄、若松政和を始めとする「坂田三吉の孫弟子」、さらには若松から「坂田三吉の曾孫弟子」で十七世名人の谷川浩司を生んだ。藤内は元々は棋士でなく一介の繊維業者であり、坂田とはいわゆるタニマチとしてのつながりでしかなかった。しかし、個人的に稽古をつけてもらっているうちに坂田の魅力にひかれ、気がつけば39歳からプロ棋士になっていたという。

### 坂田三吉の系譜
```
坂田三吉 名人王将━┳━藤内金吾 八段━┳━高島一岐代 九段━┳━高島弘光　 八段
　　　　　　　　　 ┃　　　　　　　　 ┃　　　　　　　　　 ┣━脇謙二　　 九段
　　　　　　　　　 ┃　　　　　　　　 ┃　　　　　　　　　 ┣━東和男　　 八段
　　　　　　　　　 ┃　　　　　　　　 ┃　　　　　　　　　 ┗━森安多恵子 女流四段
　　　　　　　　　 ┃　　　　　　　　 ┃
　　　　　　　　　 ┃　　　　　　　　 ┣━内藤國雄　 九段━┳━神吉宏充　 七段━━━渡辺正和　 六段
　　　　　　　　　 ┃　　　　　　　　 ┃　　　　　　　　　 ┗━三枚堂達也 七段
　　　　　　　　　 ┃　　　　　　　　 ┃
　　　　　　　　　 ┃　　　　　　　　 ┣━若松政和　 八段━┳━谷川浩司 十七世名人━都成竜馬   七段
　　　　　　　　　 ┃　　　　　　　　 ┃　　　　　　　　　 ┣━井上慶太　 九段━┳━稲葉陽　　 八段
　　　　　　　　　 ┃　　　　　　　　 ┃　　　　　　　　　 ┗━藤原直哉　 七段　┣━菅井竜也　 八段
　　　　　　　　　 ┃　　　　　　　　 ┃　　　　　　　　　 　　　　　　　　　　 ┣━船江恒平　 七段
　　　　　　　　　 ┃　　　　　　　　 ┃　　　　　　　　　 　　　　　　　　　　 ┣━出口若武　 六段
　　　　　　　　　 ┃　　　　　　　　 ┃　　　　　　　　　 　　　　　　　　　　 ┣━横山友紀　 四段
　　　　　　　　　 ┃　　　　　　　　 ┃　　　　　　　　　 　　　　　　　　　　 ┣━狩山幹生　 五段
　　　　　　　　　 ┃　　　　　　　　 ┃　　　　　　　　　 　　　　　　　　　　 ┣━藤本渚　　 六段
　　　　　　　　　 ┃　　　　　　　　 ┃　　　　　　　　   　　　　　　　　　　 ┣━上野裕寿　 五段
　　　　　　　　　 ┃　　　　　　　　 ┃　　　　　　　　   　　　　　　　　　　 ┣━炭崎俊毅　 四段          
　　　　　　　　　 ┃　　　　　　　　 ┃                                        ┗━中七海     女流三段
                   ┃                 ┣━森安秀光　 九段━┳━本間博　　 七段
　　　　　　　　　 ┃　　　　　　　　 ┃　　　　　　　　　 ┗━野田敬三　 七段━┳━長谷川優貴 女流二段
　　　　　　　　　 ┃　　　　　　　　 ┃　　　　　　　　　 　　　　　　　　　　 ┗━山根ことみ 女流三段
　　　　　　　　　 ┃　　　　　　　　 ┣━森安正幸　 七段━┳━畠山成幸　 八段
　　　　　　　　　 ┃　　　　　　　　 ┃　　　　　　　　　 ┣━畠山鎮　　 八段━┳━斎藤慎太郎 八段
　　　　　　　　　 ┃　　　　　　　　 ┃　　　　　　　　　 ┣━宮本広志　 六段　┗━黒田尭之　 五段
　　　　　　　　　 ┃　　　　　　　　 ┃　　　　　　　　　 ┗━折田翔吾　 四段
　　　　　　　　　 ┃　　　　　　　　 ┣━小阪昇　　 八段
　　　　　　　　　 ┃　　　　　　　　 ┃
　　　　　　　　　 ┃　　　　　　　　 ┣━淡路仁茂　 九段━┳━久保利明　 九段━┳━榊菜吟     女流2級
　　　　　　　　　 ┃　　　　　　　　 ┃　　　　　　　　　 ┣━村田智弘　 七段　┗━久保翔子   女流1級
　　　　　　　　　 ┃　　　　　　　　 ┃　　　　　　　　　 ┗━村田智穂　 女流二段
　　　　　　　　　 ┗━星田啓三 八段  ┗━酒井順吉　 七段

```

## 南禅寺の決戦
坂田の復帰を記念し、読売新聞社主催で特別対局が行われることになった。読売新聞社の観戦記者である西條耕一によると、当時は関根金次郎が名人位を返上して既に引退を表明しており、第1期の名人決定リーグ戦のさなかであった。その中でも関根の弟子で、最有力優勝候補であった木村義雄と花田長太郎が対局に臨むことになる。名人戦は東京日日新聞（現在の毎日新聞社）が主催していたが、小さな新聞社であった読売は名人の権威を逆手に取り、リーグ戦の上位で名人位獲得が有力視されていた木村義雄、花田長太郎の2人の実力者と坂田を対局させることを企画したという。名人位の失墜を恐れる毎日は反発したが、木村が「（もし対局が受け入れられないなら）将棋大成会を脱退し、個人として参加する」ことを宣言して対局は実現した。このことは、木村にそこまで言わせるほど坂田と対戦できるということに魅力があったことを示している。
木村との対局の舞台は京都の南禅寺。1937年（昭和12年）2月5日から7日間、持ち時間30時間というルールの下で行われた。現在の公式戦で持ち時間が最も長い棋戦は名人戦の9時間であり、名人戦は創設当初でも15時間の持ち時間で指されていたことからも、30時間という持ち時間は非常に長い。32歳の木村に対し、このとき66歳の坂田にとっては厳しい戦いになることが予想された。
この対局は後手となった坂田が2手目に△9四歩と指した（「坂田の端歩突き」）。当時の常識では後手でありながらなお1手損とするのと同様であるこの指し手は、関西の棋界を背負っていた坂田の、東京への反骨精神の表れとも見られている。
当時は非常に注目を集めた勝負であり、織田作之助は新聞で坂田の端歩突きを知り、感激して「坂田はやったぞ。坂田はやったぞ。」とつぶやいたと、作品「聴雨」で回想している（織田作之助は坂田ファンで、二度も作品に坂田を取り上げている）。一方で正攻法の将棋を重んじ、奇手や小技を潔しとしなかった木村義雄はこの手に「これには私もたまげたが、同時に『ははん、これは』と思った」とのちの自著に記している。戦型は坂田の向かい飛車に木村の居飛車となる。
「坂田の端歩突き」は当時の棋士からも坂田がわざと不利な条件で指していると認識はされていたが、『イメージと読みの将棋観』（2008年刊行刊行、鈴木宏彦著,羽生善治,谷川浩司,渡辺明,佐藤康光,森内俊之,藤井猛述）で現在のプロ棋士の目からは、この端突きの一手には後手のメリットはないが、的確に咎めるのは難しい、とくに▲2六歩の居飛車も後手一手損角換わりとなるので、先手は振り飛車模様で端でなく中央志向の▲5六歩が良いのではないかとみている。また後手端歩が緩手になるのは相振り飛車など、逆に生きるのが後手振り飛車対先手の居飛車の一局とみているので、振り飛車とくに中飛車や四間飛車で、三間飛車は石田流などでは△9四歩が緩手でなくなってしまう可能性があるとしている。また平成になってから2008年までに公式棋戦では2局指されて、いずれも先手が2勝している。
結局この一手が響いた形となり、結果は95手で先手の木村義雄の勝ち。のちに坂田の孫弟子に当たる内藤國雄は、自著『阪田三吉名局集』（講談社, 1979）の中で、この南禅寺の決戦を「三百七十年に及ぶ将棋の歴史の中で、最大の一番」と記している。

## 天竜寺の決戦
花田との対局（1937年（昭和12年）3月）は「天龍寺の決戦」と呼ばれ、このときは後手となった坂田が2手目に△1四歩と南禅寺とは反対の端歩を突いている。結果は169手で花田の勝ちとなった。このときの戦型は坂田の力戦中飛車に花田の居飛車であった。
この端歩突きについては手合いの不満やどうせ勝てないとみてのはったり、阪田流の大見得などの説とともに、これをみた花田や木村らは絶対に負けられないと思ったと伝えられる。『イメージと読みの将棋観』では、現在のプロ棋士らの見解として、後手2手目の△1四歩は△9四歩のそれよりもかなり咎めにくいとしている。振り飛車にしても損はせず、相振り飛車にすると△1四歩が生きてくるとし、また▲2六歩の居飛車もやはり後手一手損角換わりにされれば緩手になることはないとみているが、矢倉模様にすると、△1四歩が悪くなる可能性があるとしている。
2手目△1四歩は平成に入ってから公式戦でも2008年までに4局指されており、特に田丸昇が2局指して深浦康市と桐山清澄にそれぞれ勝利している。

## 坂田三吉の妻
戯曲『王将』で坂田の妻は「小春」であるが、これは『王将』の作者である北条秀司の創作で実名は「コユウ」という。坂田コユウ（1881年-1927年）は坂田との間に四男三女をもうけている。子供たちの証言では、コユウは坂田が長い間想っていた女性でコユウが離縁したのち坂田のもとに嫁いだという。コユウは貧しさに耐えながら夫を支えつづける。劇中の鉄道自殺未遂も実際のことである。この事件は1913年（大正2年）頃と推定されるが坂田は初めて家族の大切さに気付き、その後の生き方に大きな影響を与えたと言われている。
その後生活は安定するが、長年の苦労や夫の眼病の看護などでコユウ自身病に倒れる。1927年（昭和2年）に死去。臨終の床で「お父ちゃん、あんたは将棋が命や。どんなことがあっても、アホな将棋は指しなはんなや。」と三吉に言っている。三吉はコユウの亡骸をいつまでも抱くようにしていたという。

## 「坂田」か「阪田」か
三吉の苗字については、つちへんの「坂田」とこざとへんの「阪田」という2種類の表記が混在している（「阪」は「坂」の異字体）。このような複雑な事情が生じた経緯はおおむね以下の通りである。
三吉の存命中は表札、免状の署名（俳人である中山眉山や書道家である北野千里の代筆）、著書の名義（代筆）、新聞の記載などいずれも主に「坂田」と表記されていた。三吉本人も指導対局を行った際の謝礼の領収書には「坂」の一文字でサインをしていた。しかし、少数ながら「阪田」と表記する例も存在し、当時から表記揺れがあった。
三吉の死後に観戦記者・東公平の調査によって三吉死亡時の戸籍が「阪田」になっていることが判明した。もっとも、1872年編纂の戸籍では「坂田」となっており、1916年に編纂された戸籍で何らかの理由により「阪田」に改められたものであった（改名の理由は不明）。三吉の娘によると、三吉は漢字の読み書きがほとんどできなかったため、「坂」と「阪」の違いがよく分かっていなかったが、最終的に戸籍上の本名が「阪田」となったのは間違いないとのことであった。
現在では、存命時の表記に準拠して「坂田」とする場合と、死亡時の戸籍に準拠して「阪田」とする場合と、どちらも見られる。

## エピソード
- 故郷の舳松村からは泉野利喜蔵という部落解放運動家が出ており、1939年（昭和14年）には第2期名人戦リーグの2年目の対局（対手は花田長太郎）の際、泉野の紹介で[30]部落解放運動家の松本治一郎に立会ってもらい、後半戦は勝ち越すことができた。このとき坂田が松本に贈った記念の将棋盤や「馬」と書かれた将棋盤は、舳松人権歴史館内にある「阪田三吉記念室」に展示されている[30]。
- 長年のスポンサーに京都の毛皮商家村喜三郎がいるが、これも被差別部落出身の縁によるものであったとされる[30]。
- 洋食を好んだが、特に牛肉が好きで食堂でも牛肉料理をよく注文した。「牛肉食べな丈夫で賢ウなられへん。」というのが持論であった。後に眼病を患った原因だともいわれている。
- 身だしなみにも相当な気を使うダンディであった。坂田の孫娘曰く「とても服装には気を使っていた」。和服派で、家の中でも外でも紋付き羽織に袴姿で通し、脱ぐときに見える着物の裏地にまでこだわり、白い羽二重に墨で「馬」と「三」の字を書いていた。「勝負師は、他人に哀れな目で見られてはならない」という信念から、年を取ってからは爪を丹念に磨きピカピカにし、白髪が目立たないよう気をつけていた。
- お辞儀が非常に長いことで知られていた。当時坂田と交友のあった人は、皆口をそろえ「坂田先生がお辞儀をした時、自分はもういいと思って頭を上げたら、先生はまだお辞儀をしていた。慌ててお辞儀を継ぎ足した」と証言している。
- お金に頓着しない性格で、もらったお金はみな気前よく使ったり、他人にパッとばらまいてしまった。と同時に、棋士の卵たちに援助することも忘れなかった。まだ駆け出しだった頃の大山康晴も、坂田からお金を貰ったことが忘れられない一人で、「棋譜取りの仕事をすると、仕事代全部をつぎ込んでも食事の足が出て閉口したが、ただ一つの例外は坂田さんの対局時で、いつも仕事代とは別にお金をくれた」と述懐している。
- 文字が読めなかったので食堂のメニューを読むより、テーブルの周囲をうろついて「これおいしいでっか。」と尋ねたり「ボーイさん。ここで一番旨いンのは何や。牛肉入ってまっか。」と尋ねたりした。必ず料理を二人前注文し「ボーイさん。これあんさんのだっせ。」と言って一皿渡しボーイへの感謝を表した。
- 大局観について、「あんた、そこから見て浪速区と北区の火事がいっぺんに見えまへんやろ。ワテは五重の塔の上に立っとるから大阪中の火事がみな見える。その違いや。」と言った。
- また、桂馬の動きを八方桂にする古将棋に習った珍しい対戦棋譜が残っている。坂田三吉・木見金治郎の両氏で対戦された八方桂の実戦譜[31]がある。
- 村田英雄のヒット曲「王将」は坂田がモデルである[要出典]。

## 著書
- 坂田三吉・關根金次郞　『新撰詰手　將棊活法』　名倉昭文館、1910年。
- 坂田三吉　『將棊新定跡講義』　名倉昭文館、1913年。
- 坂田三吉　『一手千金　將棋虎之卷』　前田文進堂、1913年。
- 坂田三吉　『高段棋士　將棋草薙之卷』　前田文進堂、1913年。
- 坂田三吉　『名人天野　將棋手鑑講義（上・下）』　嵩山堂、1914年。
- 坂田三吉・小林東伯齋　『將棋秘手』　嵩山堂、1914年。
- 坂田三吉・將棋雜誌編輯部　『定跡詰物　將棋大全』　前田文進堂、1916年。

なお、坂田自身は文字が書けなかったため、すべて代筆である。